# Geraldo Pastana
Geraldo Irineu Pastana de Oliveira, mais conhecido como Geraldo Pastana (Santarém, 15 de dezembro de 1947), é um político e sindicalista brasileiro, ex-deputado federal do Brasil e ex-deputado estadual pelo estado do Pará.
Começou sua carreira pública como sindicalista do Sindicato dos Trabalhadores e Trabalhadoras Rurais de Santarém, no início dos anos 80, do século passado. Depois foi líder político do Partido dos Trabalhadores (PT). Logo após, foi o primeiro candidato do PT a prefeito em Santarém, quando a cidade deixou de ser área de segurança nacional, em 1985. Elegeu-se deputado estadual e federal nos anos 1990.